# Bella Coola Airport
Bella Coola Airport (franska: Aéroport de Bella Coola) är en flygplats i Kanada.   Den ligger i Central Coast Regional District och provinsen British Columbia, i den sydvästra delen av landet, 3 700 km väster om huvudstaden Ottawa. Bella Coola Airport ligger 35 meter över havet.
Terrängen runt Bella Coola Airport är huvudsakligen mycket bergig. Bella Coola Airport ligger nere i en dal. Trakten runt Bella Coola Airport är nära nog obefolkad, med mindre än två invånare per kvadratkilometer.. Närmaste större samhälle är Bella Coola, 10,8 km väster om Bella Coola Airport.
I omgivningarna runt Bella Coola Airport växer i huvudsak barrskog.